# Lovre Katić
Lovre Katić (Solin, 18. veljače 1887. – Split, 27. kolovoza 1961.), hrvatski katolički svećenik povjesničar, pisac i arheolog.

## Životopis
Klasičnu gimnaziju završio je 1906. u Splitu, studij bogoslovlja 1911. u Zadru, a slavistike, povijesti i geografije 1923. na zagrebačkom Mudroslovnom fakultetu, na kojem je 1933. doktorirao tezom Saksonac Gottschalk na dvoru kneza Trpimira. Godine 1912. je zaređen za svećenika i tada postaje župnik u Čaporicama kraj Trilja, a zatim u periodu 1919.–20. u Vranjicu.
Godine 1922. Je počeo raditi u zagrebačkoj Sveučilišnoj knjižnici, da bi nakon položenoga profesorskoga ispita od 1923. počeo raditi kao gimnazijski profesor u Sinju, a od 1925. i u Kninu, gdje je bio član znanstvenoga odbora Muzeja hrvatskih spomenika i tajnik Hrvatskoga starinarskoga društva. Od 1929. radi i u Splitu, a od 1930. honorarno predaje u tamošnjoj Biskupskoj klasičnoj gimnaziji, gdje 1932. postaje podravnatelj, a 1934. ravnatelj.
Istodobno, od 1930. je bio tajnik društva "Bihać", od 1932. arhivar Nadbiskupskoga sjemeništa te od 1934. Biskupskoga arhiva.
Nakon talijanske okupacije odlazi u Zagreb, gdje je 1941–42. ravnatelj II. realne gimnazije, a potom do 1945. predavač na Visokoj pedagoškoj školi. Vrativši se u Solin, od 1946. radio je kao voditelj Muzeja hrvatskih starina (tada u Klisu), a od 1947. bio konzervator te od 1954. do umirovljenja 1959. znanstveni suradnik Arheološkoga muzeja u Splitu.
Ujedno je u periodu 1948–56. na splitskoj Visokoj bogoslovnoj školi predavao opću crkvenu povijest. Sastavio je brošuru Borba Grgura Ninskoga sa splitskim nadbiskupom Ivanom (Split 1929), u kojoj je upozorio na neodrživost teze o Grguru kao branitelju glagoljice, te vodič po srednjovjekovnim arheološkim znamenitostima Solina i okolice (Vođa po starohrvatskom Solinu. Split 1939).
Napisao je kratak pregled povijesti Katoličke crkve (1933), u kojem je napose obradio srednjovjekovno razdoblje, pregled opće hrvatske povijesti (1938) te udžbenik Hrvatska povijest (poviest) za VIII. razred srednjih škola, 1 (Zagreb 1941. dva izdanja, 1943; suautori M. Barada i J. Šidak). Istraživao je osobito srednjovjekovnu hrvatsku povijest i vjerodostojnost isprava, crkvenu povijest, povijest Solina, Splita, Klisa i Imotske krajine te tamošnju srednjovjekovnu topografiju i ubikaciju crkava. Pisao o povijesti hrvatske arheologije i njezinim pionirima F. Buliću i L. Marunu , o suvremenim arheološkim istraživanjima, baroknoj umjetnosti u srednjoj Dalmaciji, raspravljao o vjerodostojnosti kronike arhiđakona Tome te objavio sintezne članke o povijesti Solina od VII. do XX. st., povijesti Splitske biskupije i ulozi kliškoga prolaza u sustavu veza od prapovijesti do pada Mletačke Republike. Popularno-znanstvenim i pučko-prosvjetnim prilozima iz kulturne i crkvene povijesti te osvrtima, prikazima, izvješćima, nekrolozima i prigodnim člancima surađivao u izdanjima:
- Naše jedinstvo (1910)
- Hrvatska kruna (1911)
- Novine (1914, 1917)
- Pučke novine (1914)
- Hrvatska straža (1917–18, 1931, 1936, 1939)
- Katolički list (1921 –22, 1936)
- Pučka prosvjeta (1921–22, 1924–25)
- Riječ (1924)
- Jadranska straža (1926)
- Novo doba (1927–28, 1943)
- Obitelj (1930)
- Nastavni vjesnik (1932–33)
- Obzor (1932–33, 1938)
- Jadranski dnevnik (1935–37)
- LBSM (1936, 1938–39)
- Dom i svijet (1939–40)
- Hrvatski narod (1939, 1942–44)
- Život s crkvom (1939)
- Hrvatsko kolo (1942–43)
- Znanje i radost (Zagreb 1942–1943)
- Croatia sacra (1943)
- Hrvatska smotra (1943–44)
- Hrvatski krugoval (1943–45)
- Naša domovina (Zagreb 1943)
- Neue Ordnung (1943–44)
- Nova Hrvatska (1943)
- Spremnost (1943)
- Suradnja (1943)
- Hrvatski zmaj (1944)
- Kalendar Srca Isusova i Marijina (1944)
- SP (1955).

Od mladosti je pisao lirske crtice i pjesme u prozi, novele i pripovijesti, eseje i putopise, uglavnom vjerske tematike, te ih objavljivao u almanasima, kalendarima i listovima:
- Pobratim (1902)
- Luč (1906–07, 1909–12, 1916–17)
- Hrvatstvo (1908)
- Prosvjeta (1908–09)
- Hrvatsko kolo (1910)
- Hrvatsko pravo (1910–11)
- Obitelj (1911, 1930–31, 1942, 1944)
- Za vjeru i dom (1911)
- Almanah Gospe Lurdske (1912–15, 1932)
- Hrvatska obitelj (1912–13)
- Naše kolo (1912, 1914)
- Hrvatska prosvjeta (1914–16, 1920–22, 1925–26, 1929–32)
- Dan (1917–18), Zora–Luč (1920–21)
- Mladost (1921)
- Vedre hrvatske duše (1922; Hrvatska duša, 1924–26)
- Istra (1923)
- Pučki prijatelj (1925)
- Glasnik Srca Isusova (1927–28)
- Kalendar Srca Isusova i Marijina (1928–30, 1932)
- Katolički tjednik (1929, 1943)
- Hrvatska straža (1932)
- Seljačke novine (1932)
- Jadranski dnevnik (1935–36)
- Danica (kalendar, 1943)
- Kršćanska škola (1943)
- Seljačko ognjište (1943)
- Sunčani vinograd (Zagreb 1943)
- Hrvatski krugoval (1944–45)
- Nedjelja (1944)

Katkad se služio pseudonimom Rusticus. 

## Naslijeđe
Rodna kamena kuća, koja je bila stara 150 godina, don Lovre Katića se nalazila u Solinu. Od 1970-ih bila je pod zaštitom konzervatora. Srušena je 13. siječnja 2021. gdje će je zamijeniti dvokatna poslovno-stambeni objekt. Postavit će se i spomen-ploča don Lovre Katića.

## Djela
Popis djela:
- Stopama hrvatskih narodnih vladara. Povijesne šetnje po zadužbinama hrvatskih knezova i kraljeva (suautor F. Bulić). Zagreb (1929)
- Na vratima hrvatske povijesti. Razgovor o društvenim, vjerskim i kulturnim prilikama starih Hrvata. Zagreb (1930).
- Sveta Mala Terezija. Zagreb 1932.
- Svoji na svome. Hrvatska povijest za Arpadovaca. Zagreb 1932.
- Povijest Katoličke crkve. Split 1933, Zagreb 1942.
- Kraljica Jelena. Zagreb 1935 (pretisak Solin 1992).
- Pregled povijesti Hrvata. Zagreb 1938.
- Tri najveća hrvatska kralja. Zagreb 1943
- Ubavo selo. Zagreb 1944
- Rasprave i članci iz hrvatske povijesti. Split 1993.

## Poveznice
- Prezime Katić-Mornar, Solin

## Vanjske poveznice
- Don Lovre Katić - Virtualni muzej grada Solina  Arhivirana inačica izvorne stranice od 29. siječnja 2020. (Wayback Machine)
- Osnovna škola don Lovre Katića - O školi
- Katić, Lovre | Hrvatska enciklopedija
- Metelgrad - Katalog autora: Lovre Katić